# Government of Singapore Investment Corporation

Logo

Die GIC Private Limited, vormals  Government of Singapore Investment Corporation (GIC) ist ähnlich der Temasek Holdings eine für die Verwaltung von staatlichen Geldern zuständige Behörde, die gleichzeitig mehrere Staatsfonds des Staates Singapur verwaltet.
Der erste Investmentfonds unter dem Mantel der GIC wurde 1981 gegründet. Das Unternehmen macht keine detaillierten Angaben zu seinen Investments. Es verwaltet Beteiligungen von über 770 Mrd. US-Dollar (2023). Die GIC gibt an, nicht als strategischer Investor tätig zu sein und somit keine Mehrheitsbeteiligungen anzustreben.

## Investments
- Im August 2006 kaufte sie das Hochhaus Uptown München und eines der Campusgebäude für über 300 Millionen Euro. Das Gebäude wurde 2017 wieder verkauft.[2]
- Im Frühjahr 2008 kauften Fonds der Behörde für rund 9 Mrd. Euro einen Anteil von 9 % der Aktien der schweizerischen Großbank UBS und investierten zur gleichen Zeit rund 4,4 Mrd. Euro in die Großbank Merrill Lynch[3].
- Ende 2010 wurde der Opernturm in Frankfurt am Main für rund 550 Mio. Euro von einem Joint Venture zwischen der GIC und einem institutionellen Fonds gekauft.[4]
- Seit Februar 2016 ist GIC mit 49 % am Lokomotiv-Vermietungsunternehmen Railpool beteiligt.[5]
- Im Dezember 2016 investierte GIC in den Online-Geodatendienst Here. Zusammen mit den Chinesischen Unternehmen Navinfo und Tencent übernahmen sie 10 % der Anteile, des Unternehmens, an dem auch Mercedes, Audi, BMW, Intel, Bosch und Continental beteiligt sind.[6]
- Im September 2021 beteiligte sie sich an einer Investmentrunde in Höhe von 250 Millionen US-Dollar bei einer Firmenbewertung von 6,7 Milliarden US-Dollar an Dapper Labs.[7]

## Mitgliedschaften
Sie ist Mitglied im International Forum of Sovereign Wealth Funds (IFSWF) und hat sich damit verbunden auch den Santiago-Prinzipien für angemessenes Handeln und ordentlicher Geschäftstätigkeit verschrieben.